# Tom et Jerry en croisière
Pour plus de détails, voir Fiche technique et Distribution.
Tom et Jerry en croisière (Cruise Cat) est le 71e court métrage d'animation de la série américaine Tom et Jerry réalisé par William Hanna et Joseph Barbera et sorti le 18 octobre 1952.

## Synopsis
Tom est membre d'équipage sur un nouveau bateau de croisière. Le capitaine lui demande de veiller qu'il n'y ait aucune souris à bords. Jerry réussis à monter à bord du bateau malgré les efforts de Tom pour l'en empêcher. Il essaie par tous les moyens de se débarrasser de lui, mais c'est à chaque fois Jerry qui l'expulse du bateau. Finalement, le capitaine fini par voir Jerry et enferme Tom pour avoir échoué dans sa tâche. Pendant ce temps, Jerry s'en va à Hawaï sur une planche de surf.

## Fiche technique
- Titre original : Cruise Cat
- Titre français : Tom et Jerry en croisière
- Réalisation : William Hanna et Joseph Barbera
- Scénario : William Hanna et Joseph Barbera
- Musique : Scott Bradley
- Distribution : Métro Goldwyn Mayer
- Producteur : Fred Quimby
- Durée : 7 minutes 2
- Dates de sortie :  États-Unis : 18 octobre 1952

## Distribution

### Voix originale
- Paul Frees : Captain

## Autour du court-métrage
- Des extraits du court métrage Tom et Jerry au Texas sont montrer (avec une autre musique) quand Tom et Jerry se rende dans un cinéma du bateau où il est diffusé.